# Cecil B. DeMille

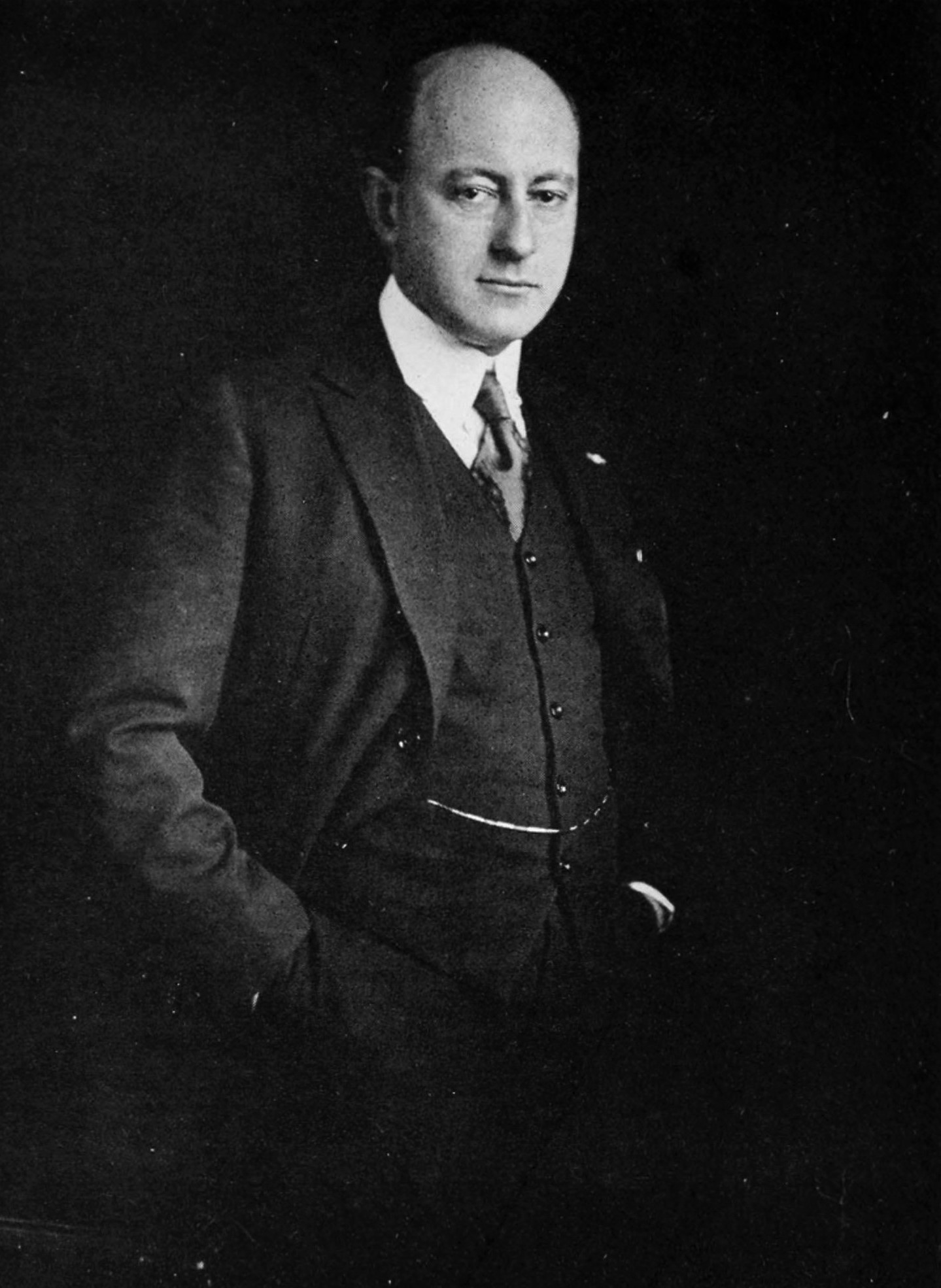
Cecil B. DeMille (1920)

Cecil Blount DeMille (* 12. August 1881 in Ashfield, Massachusetts; † 21. Januar 1959 in Hollywood) war ein US-amerikanischer Regisseur, Produzent und Schauspieler. Er war über vier Jahrzehnte einer der kommerziell erfolgreichsten Regisseure Hollywoods. Vor allem aufwendige und spektakuläre Filme wie Die größte Schau der Welt und Die zehn Gebote wurden zu seinem Markenzeichen.

## Leben

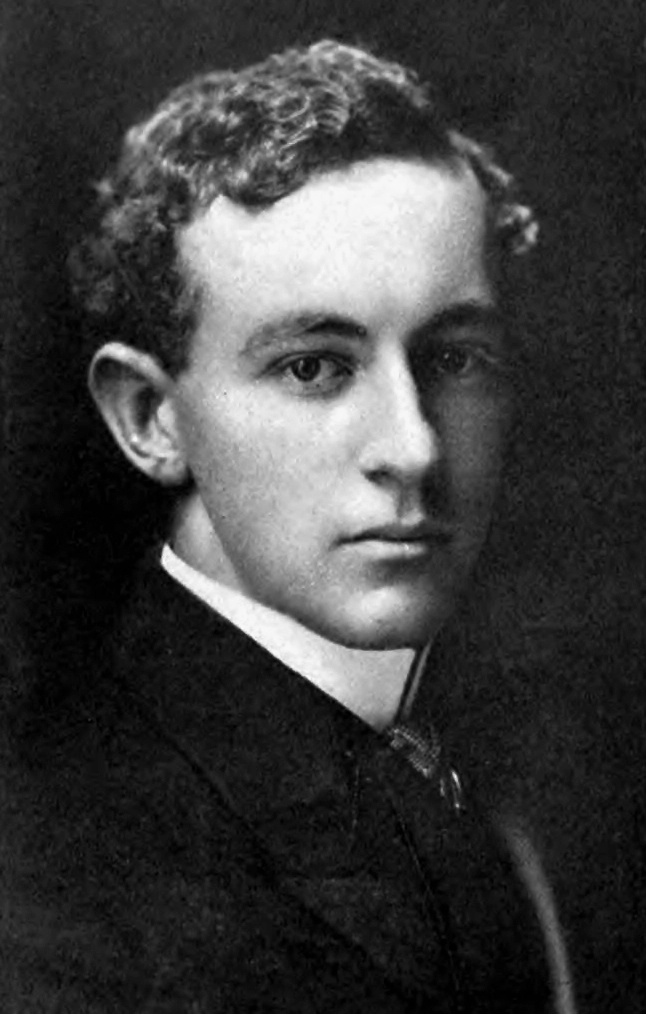
Cecil B. DeMille (1904)

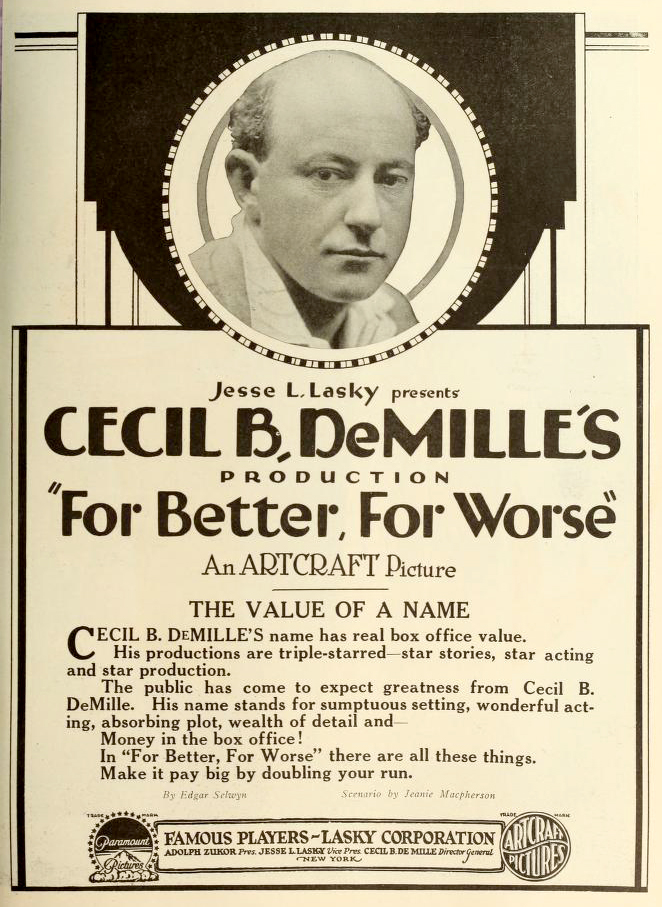
Anzeige (1919)

Cecil B. DeMille wurde als Sohn eines Bühnenautors geboren. Mit dem Ausbruch des Amerikanisch-Spanischen Krieges lief er aus der Kadettenanstalt weg, in der er seit dem Tod seines Vaters untergebracht war, um sich als Soldat einschreiben zu lassen. Einige Zeit später folgte er seinem Bruder William und begann eine Karriere als Schauspieler. Ab 1900 schloss er Freundschaft mit einigen der bekannten Größen des Showgeschäfts wie David Belasco und Florenz Ziegfeld.
1902 heiratete er Constance (1873–1960). Sie bekamen eine leibliche Tochter und adoptierten drei weitere Kinder, darunter Katherine.
1913 gründete er mit Jesse L. Lasky und Samuel Goldwyn eine Filmfirma, die Jesse L. Lasky Feature Play Company. DeMille ging nach Hollywood, wo er zur ersten Generation der dort produzierenden Filmemacher gehörte und 1914 den Film The Squaw Man gemeinsam mit Oscar Apfel drehte. Der Film war mit einer Länge von sechs Rollen eine der ersten abendfüllenden Produktionen. Der große finanzielle Erfolg ermöglichte es DeMille, weitere Projekte zu realisieren. Bereits kurze Zeit später wurde aus der Lasky Company die Paramount, und DeMille übernahm eine zentrale Rolle als führender kreativer Kopf des Studios. Er produzierte nicht nur einige der größten Erfolge des Studios, sondern war als Supervisor auch für den gesamten Output von Paramount verantwortlich.
Unter seiner Ägide traten die so genannten Six-Reeler, also abendlange Spielfilme, ihren Siegeszug an und es begann die Ära der aufwändigen Produktionsbudgets. Gleichzeitig erkannte DeMille den Wert von Stars für den Erfolg einer Kinoproduktion und begann gezielt, für Paramount ein eigenes Kontingent von bekannten Namen aufzubauen. Geraldine Farrar, Bebe Daniels, Monte Blue und Wallace Reid wurden von ihm entdeckt oder entscheidend gefördert. Sein starkes Ego verhinderte jedoch, dass er mit dem größten Star des Studios einvernehmlich auskam: Mary Pickford und DeMille drehten 1917 zwei Filme, A Romance of the Redwoods und The Little American, doch waren beide zu sehr Individualisten, als dass sich eine tragbare Arbeitsebene ergeben hätte.
Schon mit Geraldine Farrar begann DeMille Monumentalstreifen zu drehen, für die er später bekannt wurde, so die aufwändige Biographie Joan the Woman über Jeanne d’Arc und das Historiendrama The Woman God Forgot. Mit Beginn der 1920er wandelte sich der Publikumsgeschmack hin zu erotischen Komödien, und DeMille fand in Gloria Swanson die ideale Darstellerin für seine „Bett- und Badezimmerromanzen“ wie Zustände wie im Paradies, For Better, for Worse oder Irrwege einer Ehe. Ein Markenzeichen von DeMille war die ausführliche Darstellung von allerlei Lastern und sittlichen Verfehlungen während der ersten drei Viertel der Laufzeit und kurz vor Filmende die entsprechende moralische Reaktion, meist in Form einer biblischen Erzählung, die ohne viel Rücksicht auf die Logik irgendwie in die Handlung eingebaut wurde. Gleichzeitig eskalierten die Produktionskosten für DeMille-Filme, und gegen Mitte des Jahrzehnts kam es zum Bruch zwischen Paramount und DeMille über die Kosten für The Golden Bed, der die üblichen kostspieligen DeMille-Orgien, halbnackte Frauen und dazu noch echte Löwen zeigte. In den 1920er-Jahren drehte er mit Die Zehn Gebote (1923) und König der Könige (1927) auch seine ersten Bibel-Filmepen.
DeMille wechselte für einige Jahre unter anderem zu MGM, doch nach dem finanziellen Misserfolg von Madam Satan, dessen Höhepunkt die Kollision eines Zeppelin mit der Freiheitsstatue und die anschließende Rettung der Passagiere mit Fallschirmen bildete, kehrte er 1932 zurück zu Paramount. Mit einem festgelegten Budget von 650.000 US-Dollar und einer Wochengage von 450 US-Dollar drehte er den Film Im Zeichen des Kreuzes und war dank des finanziellen Erfolgs wieder im Geschäft. In den Folgejahren wurde er der einflussreichste Regisseur und Produzent des Studios. Seine Abenteuerfilme wurden von den Kritikern abgelehnt, vom Publikum jedoch gefeiert. Ab 1936 war DeMille verantwortlich für die erfolgreiche Radioshow Lux Radio Show, die sich auf die Interpretation bekannter Filme oder Theaterstücke mit bekannten Filmstars spezialisierte. Nach einigen heftigen Streitereien mit den Gewerkschaften AFRA (heute AFTRA) war er jedoch gezwungen, die Serie 1945 einzustellen. Auch während seiner Dreharbeiten legte er sich wiederholt mit der AFRA an, die gegen die Arbeitsbedingungen protestierten. 1950 erhielt er den Ehrenoscar für sein Lebenswerk.
Den Höhepunkt seiner Karriere erlebte er mit den Filmen Die größte Schau der Welt, der auf der Oscarverleihung 1953 den Oscar als bester Film gewann und dem Remake Die zehn Gebote, der 1956 Kassenrekorde brach und inflationsbereinigt bis heute einer der erfolgreichsten Filme ist. Seinen letzten Film König der Freibeuter vollendete 1958 sein Schwiegersohn Anthony Quinn, da DeMille krankheitsbedingt nicht mehr in der Lage war zu arbeiten. DeMille starb 1959 mit 77 Jahren während der Vorbereitungen für seinen ersten Science-Fiction-Film.

## Stil und Würdigung
DeMille verstand es instinktiv, die Wünsche des Publikums zu wecken und auch zu befriedigen. Seine Filme waren meist Extravaganzen, die den Begriff des „Popcorn-Kinos“ vorwegnahmen. Die Kritiker bemängelten regelmäßig die teilweise absurde Interpretation der Geschichte in seinen Epen, doch gleichzeitig zollten sie Respekt für die technisch innovativen Entwicklungen und tricktechnischen Erfindungen.
Robert S. Sennett bemerkt zudem, dass DeMille einer der ersten Regisseure gewesen sei, „der entdeckte, wie wichtig es ist, sich ein Image zu schaffen. Es gelang ihm, seinen Namen und sein bestimmendes Wesen zum Markenzeichen zu stilisieren.“
DeMille trat auch mehrmals als Darsteller in Filmen anderer Regisseure in kleineren Rollen auf. Oft spielte er dabei sich selbst. Einer seiner bekanntesten Auftritte dieser Art ist jener in Boulevard der Dämmerung von Billy Wilder. Zu Ehren DeMilles wurde der Golden Globe für das Lebenswerk eines Künstlers, der Cecil B. deMille Award, nach ihm benannt, dessen erster Preisträger er auch war. DeMille war ein Mitglied im Bund der Freimaurer. Seine Loge (Prince of Orange Lodge No. 16) ist in New York ansässig.

## Filmografie
- 1914: The Squaw Man
- 1914: Brewster’s Millions
- 1914: The Master Mind
- 1914: The Only Son
- 1914: The Man on the Box
- 1914: The Call of the North
- 1914: The Virginian
- 1914: What’s His Name
- 1914: The Man from Home
- 1914: Rose of the Rancho
- 1914: The Ghost Breaker
- 1915: The Girl of the Golden West
- 1915: After Five
- 1915: The Warrens of Virginia
- 1915: The Unafraid
- 1915: The Captive
- 1915: The Wild Goose Chase
- 1915: The Arab
- 1915: Chimmie Fadden
- 1915: Kindling
- 1915: Carmen
- 1915: Chimmie Fadden Out West
- 1915: The Cheat
- 1915: Temptation
- 1915: The Golden Chance
- 1916: The Trail of the Lonesome Pine
- 1916: The Heart of Nora Flynn
- 1916: Maria Rosa
- 1916: The Dream Girl
- 1916: Joan the Woman
- 1917: Lost and Won
- 1917: A Romance of the Redwoods
- 1917: The Little American
- 1917: Die Todesprinzessin (The Woman God Forgot)
- 1917: Nan of Music Mountain
- 1917: The Devil-Stone
- 1918: The Whispering Chorus
- 1918: Old Wives for New
- 1918: We Can’t Have Everything
- 1918: Till I Come Back to You
- 1918: The Squaw Man
- 1919: Don’t Change Your Husband
- 1919: For Better, for Worse
- 1919: Zustände wie im Paradies (Male and Female)
- 1920: Irrwege einer Ehe (Why Change Your Wife?)
- 1920: Something to Think About
- 1921: Forbidden Fruit
- 1921: Anatol, der Frauenretter (The Affairs of Anatol)
- 1921: Fool’s Paradise
- 1922: Saturday Night
- 1922: Frauen auf schiefer Bahn (Manslaughter)
- 1923: Adams Rippe (Adam’s Rib)
- 1923: Die Zehn Gebote (The Ten Commandments)
- 1924: Triumph
- 1924: Deserteure des Lebens (Feet of Clay)
- 1924: Vertauschte Frauen (Changing Husbands) (Produktionsleitung)
- 1925: Das goldene Bett (The Golden Bed)
- 1925: The Road to Yesterday
- 1926: Der Wolgaschiffer (The Volga Boatman)
- 1927: König der Könige (The King of Kings)
- 1927: Chicago (Produktion)
- 1927: Rivalen des Ozeans (The Yankee Clipper) (Produktion)
- 1928: Das gottlose Mädchen (The Godless Girl)
- 1929: Dynamit (Dynamite)
- 1930: Buster rutscht ins Filmland (Free and Easy) (Cameo-Auftritt)
- 1930: Madam Satan
- 1931: The Squaw Man
- 1932: Im Zeichen des Kreuzes (The Sign of the Cross)
- 1933: Revolution der Jugend (This Day and Age)
- 1934: Four Frightened People
- 1934: Cleopatra
- 1935: Kreuzritter – Richard Löwenherz (The Crusades)
- 1936: Der Held der Prärie (The Plainsman)
- 1938: Der Freibeuter von Louisiana (The Buccaneer)
- 1939: Union Pacific
- 1940: Die scharlachroten Reiter (North-West Mountain Police)
- 1942: Piraten im karibischen Meer (Reap the Wild Wind)
- 1944: Dr. Wassells Flucht aus Java (The Story of Dr. Wassell)
- 1947: Die Unbesiegten (Unconquered)
- 1947: Mädchen für Hollywood (Variety Girl) (Cameo-Auftritt)
- 1949: Samson und Delilah (Samson and Delilah)
- 1950: Boulevard der Dämmerung (Sunset Boulevard) (Gastauftritt als er selbst)
- 1952: Die größte Schau der Welt (The Greatest Show on Earth)
- 1956: Die zehn Gebote (The Ten Commandments)
- 1957: Der Mann, der niemals lachte (The Buster Keaton Story) (Gastauftritt als er selbst)
- 1958: König der Freibeuter (The Buccaneer) (Produzent)

## Auszeichnungen

### Oscar
- Oscarverleihung 1935: Nominierung Oscar/Bester Film für Cleopatra
- Oscarverleihung 1950: Ehrenoscar
- Oscarverleihung 1953: Nominierung Oscar/Beste Regie für Die größte Schau der Welt
- Oscarverleihung 1953: Irving G. Thalberg Memorial Award

### Directors Guild of America Award
- 1953: Lifetime Achievement Award des Directors Guild of America Award

### Golden Globe Award
- Golden Globe Awards 1953: Golden Globe für die beste Regie für Die größte Schau der Welt

### Laurel Award
- 1958 Laurel Awards Top Producer/Director